# Eliseo (vescovo di Mantova)
Eliseo (... – Mantova, 1077 ca.) è stato un vescovo italiano.

## Biografia
Originario della Germania, fu canonico della cattedrale di Eichstätt in Baviera; successivamente fu eletto vescovo di Mantova verso la fine del 1054. Il 20 ottobre 1055 l'imperatore Enrico III, che si trovava nel palazzo di Mantova, gli rilasciò un privilegio in cui confermava possessi, diritti, immunità, pievi e corti appartenenti alla Chiesa mantovana; non veniva menzionato il districtus sull'intera città per alcune miglia, come in privilegi analoghi.
Avendo sia l'appoggio imperiale che quello papale, il vescovo riorganizzò la Chiesa mantovana: un esempio è l'atto del 17 agosto 1057 rilasciato ai canonici della cattedrale cittadina, nel quale il vescovo, accogliendo la richiesta da essi avanzata affinché confermasse tutte le decime godute in precedenza dal capitolo della cattedrale, attribuì loro quello che il suo predecessore Egilulfo ed altri presuli avevano già concesso, cioè l'intera decima della città, la decima delle pievi di Bagnolo San Vito, di Pietole, di Fornicata, nonché San Giorgio di Mantova, Cepata, Santa Maria in Pontariolo e Ludolo. Era uno dei primi provvedimenti volti ad assicurare al clero una sicurezza economica, in modo che questo potesse dedicarsi totalmente al servizio di Dio; l'atto fu redatto dall'arcidiacono Ubaldo subito dopo l'elezione di papa Stefano X e conteneva anche la richiesta del vescovo di preghiere per i suoi peccati e per i peccati di tutti gli uomini.
Successivamente inviò una nuova lettera ai canonici della cattedrale, i quali avevano adottato un modello di vita apostolico, vivendo in comune secondo i canoni e la regola di sant'Agostino. È molto probabile che tale lettera fosse concordata con la famiglia dei Canossa, marchesi e i duchi di Toscana, sicuramente interessati anche alle vicende ecclesiastiche della loro città. Sempre nel 1057 donò al monastero di Sant'Andrea le decime della pieve di Castiglione Mantovano, proprio per sostenere la vita della comunità monastica che doveva salvaguardare la chiesa omonima, voluta da Beatrice di Toscana in onore della reliquia del Preziosissimo Sangue di Nostro Signore Gesù Cristo.
Morì verso il 1077, come riportato da molti storici mantovani, anche se la prima citazione nota di Ubaldo Vicedomino, suo successore, è del 1082.